# Conselho Ultramarino
O Conselho Ultramarino foi um órgão criado em Portugal no ano de 1642, durante o reinado de João IV, com atribuições nas áreas financeira e administrativa, primeiro da África portuguesa e da Índia portuguesa e, posteriormente, de todo o Ultramar Português, incluindo os estados Brasil e Maranhão Foi fundado em 1642, durante a Guerra da Restauração Portuguesa, como substituto do Conselho das Índias do qual anteriormente se haviam separado.
Sua criação foi justificada pela necessidade de haver um tribunal separado que tratasse dos assuntos do Estado da Índia e das demais possessões ultramarinas. Pelo Conselho passavam todas as grandes questões, os problemas difíceis da administração ultramarina, o dia a dia da inevitável burocracia e os assuntos relacionados aos soldados e funcionários que requeriam mercês.

## História
Foi criado e regulado por uma ordenança de 14 de julho de 1642, para tratar de todos os assuntos e negócios de qualquer natureza relacionados com a Índia, Brasil, Maranhão, Guiné, as ilhas de São Tomé, Cabo Verde, Açores, Madeira e todas as outras partes do ultramar. Assim, tinha uma responsabilidade maior do que a que teve o Conselho das Índias durante a União Ibérica.
Como é comum, a criação de um órgão de governo não significou a instalação imediata de seus integrantes. A diretoria só foi instalada em 2 de dezembro de 1643, sendo seu primeiro diretor Jorge de Mascarenhas, Marquês de Montalvão e ex-vice-rei do Brasil. Esta nova organização era composta por dois nobres especialistas em guerra, Jorge de Albuquerque e Jorge de Castilho, e um conselheiro letrado, o João Delgado Figueira. Como se pode ver, durante este período o conselho era composto por 4 membros, um presidente e três conselheiros, dois dos quais eram nobres e um vinculado à justiça.
Segundo as Ordenações de 23 de março de 1754, à composição original foram acrescentados um cargo de procurador da Fazenda, um tesoureiro particular com escrivão e "fiel", um executor de dívidas ativas, um solicitador da Fazenda e um contador para as Contas do Ultramar.
O Conselho Ultramarino funcionou em Lisboa até 1808, quando a corte foi transferida para o Brasil. Funcionou no Rio de Janeiro até 1821, quando retornou à sua antiga sede em Portugal.
O órgão foi extinto por decreto de 30 de agosto de 1833, passando suas atribuições contenciosas aos juízes competentes; as de administração do tesouro do conselho passaram ao Tesouro Público; e as de jurisdição voluntária e graciosa ao Secretário de Estado para os Negócios da Marinha e do Ultramar.
Em 23 de setembro de 1851 (publicado no Boletim Oficial de 18 de outubro), por decreto, foi criado um novo Conselho Ultramarino, que foi dissolvido por lei em 23 de setembro de 1868, sendo sucedido pela Junta Consultiva do Ultramar.

## Composição
Era composto por um presidente, que presidia o conselho. Inicialmente, acompanhavam-no três conselheiros, dois dos quais eram nobres e um vinculado à justiça.
Depois o número foi aumentado para quatro conselheiros; um secretário, que se encarregava de redigir os pareceres ou consultas; outro secretário do Conselho da Fazenda do Estado da Índia; e dois porteiros, escolhidos dentre os que estavam na câmara do rei. Reuniam-se no Paço Real todas as manhãs das 7 às 10h no verão e das 8 às 11h no inverno.
Em 1754, foram adicionados um cargo de procurador da Fazenda, um tesoureiro particular com escrivão e fiel, um executor de dívidas ativas, um solicitador da Fazenda e um contador para as Contas do Ultramar.

## Atribuições do Conselho Ultramarino
Tinha como competências:
- A administração da fazenda
- A gestão dos movimentos marítimos para a Índia
- A gestão dos navios, equipamentos e armas do ultramar
- O aprovisionamento de todas as repartições de Justiça e Fazenda
- A orientação dos negócios relacionados com a guerra
- A administração dos pedidos de mercês por serviços prestados no ultramar

Os assuntos da fazenda não eram atribuição exclusiva do Conselho Ultramarino. Eram administrados por dois órgãos distintos: o Conselho da Fazenda (que antes era o único que tratava desses assuntos) e o Conselho Ultramarino. As atribuições dos dois conselhos eram definidas da seguinte forma:
- No caso de arrendamento, recebimento e gasto das Rendas Reais do Ultramar, o tribunal encarregado de administrar a fazenda e emitir os demais atos era o Conselho Ultramarino;
- Qualquer receita que, oriunda do ultramar, ingressasse diretamente em Portugal, seria da competência imediata e exclusiva do Conselho da Fazenda.

## Diretores
A diretoria foi instalada em 2 de dezembro de 1643, sendo seu primeiro diretor Jorge de Mascarenhas, Marquês de Montalvão e ex-vice-rei do Brasil. Esta nova organização era composta por dois nobres especialistas em guerra, Jorge de Albuquerque e Jorge de Castilho, e um conselheiro letrado, João Delgado Figueira.
No final de 1644, tomou posse Salvador Correia de Sá e Benevides, que pouco depois reconquistaria São Tomé, Angola e o Reino de Benguela aos holandeses. Em 1647 foi substituído por Diogo Lobo Pereira, que voltaria ao conselho entre 1663 e 1668. Lobo foi sucedido pelo Conde de Odemira, em 1651; pelo Conde de Soure, em 1661; e pelo Conde de Arcos, em 1663 — todos homens ilustres na guerra.